# ملك الجليد
ملك الجليد (بالإنجليزية: Ice King) واسمه الحقيقي هو سايمون بيتريكوف (بالإنجليزية: Simon betrikov) قبل أن يجد التاج السحري. كان سايمون يدرس ليصبح خبيراً في الاثار القديمة مع صديقته «بيتي» إلى أن وجد التاج السحري وتغيرت حياته وهجرته صديقته بعد ذلك فشعر بالوحدة. ودائما ما كان يبحث عن الأصدقاء لكنه لم يحالفه الحظ فقام باختطاف الأميرات عبر أرض بشكل متكرر ويجبرهم على الزواج منه بالقوة، عادة ما تكون أميرة العلكة هدفه المعتاد. قدراته السحرية الجليدية تأتي من تاج سحري يرتديه، والذي يثير جنونه مباشرةً (طالما كان مرتدياً للتاج). في الجزء السادس في حلقة «إيفرغرين» يتم الكشف على أن التاج تم إنشاؤه قبل ملايين السنين من بداية المسلسل على يد ساحر جليد يدعى إيفرغرين وذلك لإيقاف نيزك من تدمير الحياة على الكوكب. على الرغم أن عادةً ما يتم التعرف على ملك الجليد كمجنون إلا أنه في الحقيقة وحيد ويساء فهمه. لدى ملك الجليد حيواناته المفضلة وهي البطاريق حيث لديه حيوانه الاليف غانتر وغالبا مايظهر معه في معظم الحلقات.

## روابط خارجية
- ملك الجليد على موقع ميوزك برينز (الإنجليزية)